# Doble Kara
Doble Kara es una serie de televisión filipina transmitida por ABS-CBN desde el 24 de agosto de 2015 hasta el 10 de febrero de 2017.
Está protagonizada por Julia Montes interpretando un doble papel (como protagonista y villana) junto con Sam Milby y Edgar Allan Guzman, y con las actuaciones antagónicas de Maxene Magalona, Carmina Villarroel y Alicia Alonzo. Cuenta además con las actuaciones estelares de Mylene Dizon, Ariel Rivera, Allen Dizon, y las niñas Krystal Mejes y Myel de Leon.

## Historia
La serie gira en torno a la historia de dos hermanas gemelas idénticas que se crio en una familia feliz en el ser, a pesar de ser pobre y cuyas vidas se entrelazan por el amor, la identidad, el engaño, y la ambición cuando el destino broma obliga a separar sus vidas.

## Elenco
- Julia Montes - Kara de la Rosa Acosta / Sara Suarez Hipolito
- Carmina Villaroel - Lucille Acosta de la Rosa
- Mylene Dizon - Laura Hipolito de Suarez
- Ariel Rivera - Ishmael Suarez
- Allen Dizon - Antonio de la Rosa
- Sam Milby - Sebastian "Seb" Acosta
- Edgar Allan Guzman - Edward Ligaya
- Maxene Magalona - Alexandra "Alex" Acosta
- Krystal Mejes - Isabella Acosta / Rebecca "Becca" Suarez
- Myel de Leon - Hannah Acosta
- Alicia Alonzo - Barbara Salgado vda. de Acosta
- Gloria Sevilla - Anita
- John Lapus - Itoy Delgado
- Anjo Damiles - Andy Delgado
- Rayver Cruz - Banjo Manrique
- Mickey Ferriols - Cynthia "Mother" Manrique
- Patricia Javier - Chloe Cabrera
- Alexa Ilacad - Patricia Hernandez
- Nash Aguas - Paolo Acosta
- Polo Ravales - Julio Hernandez
- Alora Sasam - Camille Rose "CR" Sanchez
- Loren Burgos - Olivia "Ms. O" Ou
- Ramon Christopher Gutierrez - Dante Ligaya
- Frances Ignacio - Susan de Ligaya
- Michael Conan - Emilio
- Jason Fernández - Jason
- Chrisha Uy - Jessica
- Joe Vargas - Elvis
- Yesha Camile - Mikay
- Amy Nobleza - Bebeng
- Chiqui del Carmen - Lourdes
- Jerry O'Hara - abogado de la familia Suarez
- Shey Bustamante - Xen
- Eslove Briones - Eric
- David Chua - Nestor Magdalang
- Hannah Ledesma - Apple
- Markki Stroem - Frank
- Kathleen Hermosa - Andrea
- Arisa Suzuki - Mikasa
- Cristine Yao - Dina
- Joseph Ison - Gabo
- Sunshine Garcia - Nancy
- Maria Isabel Lopez - Rona Mallari
- Kristel Fulgar - Kristine Mae "Kengkay" Dalisay
- Odette Khan - Caridad "Lola Caring" Lacsamana
- Simon Ibarra - SPO1 Leandro Arellano
- Alex Castro - Victor
- Marx Topacio - Bogart
- Jeff Luna - Adolfo
- Avery Balasbas - Kara de la Rosa (joven) / Sara Suarez (joven)
- Marco Pingol - Edward Ligaya (joven)
- Harvey Bautista - Andy Delgado (joven)
- Trajan Moreno - Sebastian "Seb" Acosta (joven)
- Alyanna Angeles - Alexandra "Alex" Acosta (joven)
- Irma Adlawan - Esmeralda Hipolito
- Maritess Joaquin - Kristina Valera
- Dexie Daulat - Vianne Valera
- Maila Gumila - Lorena Acosta

## Emisión internacional
- África: StarTimes Novela E1 (2016).
- Ecuador: Ecuavisa (2023).
- Indonesia: MNCTV (2017).